# Malmo Township, Aitkin County, Minnesota
Malmo Township är en kommun i Minnesota i USA med 353 invånare år 2020. Orten Malmo ligger delvis i kommunen.